# 刘东伟
刘东伟（1972年8月—），男，汉族，安阜阳人。北京大学金融学专业毕业，经济学硕士学位，高级经济师。中共党员，中华人民共和国政治人物。曾长期在中国农业银行工作，至天津市农业银行行长。2020年10月任北京市通州区委副书记，2022年7月，任北京市西城区政府区长，2024年10月任中共西城区委书记。